# Karim Qqru
Karim Qqru, pseudonimo di  Gian Paolo Cuccuru (Alghero, 20 settembre 1982), è un batterista, produttore discografico e compositore italiano, membro del gruppo toscano Zen Circus e frontman del suo progetto solista chiamato La notte dei lunghi coltelli.

## Biografia
Di origine sarda (il padre è di Pozzomaggiore e la madre è di Alghero), cresce tra Alghero e Pisa. Ha un rapporto molto forte con la Sardegna, regione nella quale vive una parte dell'anno.

### Esordi
Comincia la sua carriera musicale a 14 anni come chitarrista e cantante, suonando in molti gruppi, tra i quali gli LWE, un trio sludge metal con i quali incide un LP Your flesh registrato nel 1998 nello studio di Max Sartor, primo chitarrista dei One Dimensional Man.
Nel 1999 forma i Lillayell, band noise che pubblica quattro album (tutti usciti per la Psychotica Records di Taranto) e fa diversi tour italiani. Parallelamente, nel 2000, scopre la batteria e forma con altri musicisti pisani gli Elbarombriago, quintetto strumentale dedito ad un mix tra surf music, heavy metal, hardcore punk e rock progressivo.

### Zen Circus
Nel 2003 Andrea Appino ed Massimiliano "Ufo" Schiavelli gli chiedono di entrare come batterista negli Zen Circus (da qui in poi il suo gruppo principale), che diventeranno negli anni una delle band di punta della scena indipendente italiana. Con loro realizza nel 2004 Doctor Seduction, nel 2005 Vita e opinioni di Nello Scarpellini, gentiluomo (I dischi de l'amico immaginario), nel 2008 Villa Inferno (Unhip Records), che vede la collaborazione di Brian Ritchie, bassista dei Violent Femmes, nel 2009 Andate tutti affanculo (Unhip Records, La Tempesta Dischi) e nel 2011 Nati per subire (La Tempesta Dischi). Quest'ultimo album una settimana dall'uscita, debutta al numero 31 della classifica ufficiale di vendite FIMI. Con gli Zen Circus fa una serie impressionante di date (più di 100 all'anno). Dal 2004 sono centinaia i live fatti con loro, tra Italia, resto d'Europa ed Australia.
Nel 2013 la band rimane ferma per portare avanti i progetti paralleli dei vari membri della band e al contempo realizzare Canzoni contro la natura, che vede la luce il 21 gennaio 2014, debuttando subito nella classifica di vendite FIMI, alla posizione numero 9.
Nell’autunno del 2016 esce l'album La terza guerra mondiale, che debutta alla posizione numero 6 nella FIMI.
Il 2 marzo 2018 gli Zen Circus pubblicano il loro nono album Il fuoco in una stanza, che raggiunge la posizione numero 7 nella classifica FIMI e la numero 1 in quella dedicata ai vinili. 
Nel febbraio dell’anno seguente partecipa al Festival di Sanremo 2019, con il brano L'amore è una dittatura, seguito dall’uscita del best of Vivi si muore 1999-2019.

### La notte dei lunghi coltelli
Durante il settembre del 2012 Karim Qqru comunica la nascita del suo progetto solista, chiamato La notte dei lunghi coltelli, che lo vedrà impegnato come cantante e chitarrista. L'album di esordio si intitola Morte a credito ed esce per Black Candy Records il 25 gennaio 2013. Il 12 dicembre 2012 esce il primo singolo, che è anche la title track, Morte a credito. In questo progetto Karim è accompagnato da Izio Orsini (Jackie O's Farm) e Ale Demonoid Lera (già batterista degli Exilia). Il 7 gennaio 2013 viene pubblicato in free download sul sito Rockit.it un EP contenente 4 tracce estratte da Morte a credito. L'album omaggia le figure di Louis-Ferdinand Céline, autore del romanzo Morte a credito scritto nel 1936, e di Albert Camus. Il tema cardine dell'album è l'attenzione alla storia e al passato, anche attraverso la rievocazione degli episodi più violenti e cupi dell'umanità; il tutto affrontato attraverso diversi generi musicali, che vanno dall'hardcore all'ambient. Oltre ai già citati Orsini (sample'n'programming, cori e vibrafono) e Lera (batteria), il disco vede la partecipazione di Nicola Manzan (violino ne La notte dei lunghi coltelli), Aimone Romizi dei Fast Animals and Slow Kids (voce in Levami le mani dalla faccia e cori ne La nave marcia), Emanuele Braca (violoncello e viola in La notte dei lunghi coltelli) e Diego Pani dei King Howl Quartet (voce in D'isco deo).
Il 26 dicembre 2013 esce "L.N.D.L.C.", un ep di 4 pezzi, pubblicato da Tirreno Dischi e GreenFog. Il disco contiene "Bad Mongo" (cover della band Norvegese "Turbonegro"), due brani in italiano ("Un minuto di sonno" ed "Il letto sfatto") e la conclusiva "Todd Commando". "L.N.D.L.C" è stato registrato da Karim Qqru ed Izio Orsini e mixato, insieme a Mattia Cominotto, al "GreenFog recording studio" di Genova. La produzione artistica del disco (come per "Morte a credito") è stata fatta dallo stesso Karim Qqru, che nell'ep accentua il sound Hardcore e Metal rispetto al passato.
Il 2 dicembre 2015 la band mette in anteprima su Spotify "Har baje", il primo singolo di "Cupio Dissolvi", nuovo EP in uscita nella primavera del 2016.

## Produzioni artistiche e collaborazioni
Ha registrato e prodotto vari album di band italiane (La Notte, Progetto Panico, Cara Calma, Metropol).
Ha collaborato in veste di percussionista con Brian Ritchie del gruppo statunitense Violent Femmes nella jazz band Shakuachi Jazz Club Italy.
Nel 2011 registra parte delle batterie di Vamp, ultimo disco di Nada. La seguirà come turnista in tutto il tour primaverile ed estivo.
Altre collaborazioni (live e studio) sono quelle con Violent Femmes, Kim Deal dei Pixies, Jerry Harrison dei Talking Heads, Giorgio Canali, Tre Allegri Ragazzi Morti, Federico Fiumani, Dente, Il pan del diavolo, Ministri, Fiona Burnett, Eugene Chadbourne, Dick Parry e molti altri.
Ha collaborato con Xabier Iriondo (Afterhours), Corrado Nuccini (Giardini di Mirò) e Emidio Clementi (Massimo Volume) per la sonorizzazione di La stregoneria attraverso i secoli del regista Benjamin Christensen.

## Altre attività
- È endorser della Istanbul Cymbals, della Gretsch, della Vater Percussion, della Aquarian drumheads e della Gold Music.[13]
- È il fondatore della label/officina Dirt Tapes che si occupa della pubblicazione di musica esclusivamente in audiocassetta.[14]
- Con gli Zen Circus a volte usa una semibatteria e percussioni non convenzionali nei suoi drumset, come innaffiatoi, pezzi di metallo e scatole. Dal vivo con gli Zen adopera anche una Washboard suonata con dei ditali.[1]
- Nel 2022 il sito Rockit lo ha inserito nella classifica dei 20 migliori batteristi italiani di sempre.[15]

## Discografia

### Con gli Zen Circus
- 2004 - Doctor Seduction
- 2005 - Vita e opinioni di Nello Scarpellini, gentiluomo (I dischi de l'amico immaginario)
- 2008 - Villa Inferno (Unhip Records, con Brian Ritchie)
- 2009 - Andate tutti affanculo (Unhip Records, La Tempesta Dischi)
- 2011 - Nati per subire (La Tempesta Dischi)
- 2012 - Metal Arcade Vol. 1 (Black candy records)
- 2014 - Canzoni contro la natura (La Tempesta Dischi)
- 2016 - La terza guerra mondiale (La Tempesta Dischi)
- 2018 - Il fuoco in una stanza (La Tempesta Dischi) Woodworm
- 2019 - Vivi si muore 1999-2019 Woodworm
- 2020 - L'ultima casa accogliente (Polydor Records)
- 2022 - Cari fottutissimi amici  (Capitol Records)

### Con La notte dei lunghi coltelli
- 2013 - Morte a credito (Black Candy Records)
- 2013 - L.N.D.L.C. (EP) (Tirreno Dischi/GreenFog)
- 2016 - Cupio Dissolvi (EP) (Tirreno Dischi)

### Con i Lillayell
- 2000 - Accordanervi (Psychotica records)
- 2001 - The way we reached hi-tech (Psychotica records)
- 2003 - Lillayell (Psychotica records)
- 2004 - Lillayell split with Velma (Psychotica records)